# Petalocephala horishana
Petalocephala horishana är en insektsart som beskrevs av Matsumura 1912. Petalocephala horishana ingår i släktet Petalocephala och familjen dvärgstritar. Inga underarter finns listade i Catalogue of Life.